# 裴泰燮
裴泰燮（韓語：배태섭），韓國電視劇導演。

## 作品列表

### 電視劇
- 2005年：SBS《看花的女子》
- 2006年：SBS《愛恨一線間》
- 2007年：SBS《尋找兒子三萬里》
- 2010年：SBS《不懂女人》
- 2011年：SBS《偉大禮物》
- 2012年：SBS《家族相片》
- 2013年：SBS《熱愛》
- 2016年：SBS《愛情來了》
- 2018年：SBS《我也是媽媽啊》

### 製作人作品
- 2005年：SBS《那女人》
- 2005年：SBS《我的女孩》
- 2006年：SBS《不良家族》

## 外部連結
- NAVER （页面存档备份，存于）